# Philippe Jean-Charles Jourdan
Philippe Jean-Charles Jourdan (Dax, 30 agosto 1960) è un vescovo cattolico francese, dal 26 settembre 2024 vescovo di Tallinn.

## Biografia
Philippe Jean-Charles Jourdan è nato il 30 agosto 1960 a Dax, nella regione sud-occidentale di Aquitania, in Francia. La sua famiglia ha origine basche.

### Formazione e ministero sacerdotale
Dopo aver compiuto gli studi primari, ha conseguito il diploma in matematica ed ingegneria nel 1983 presso l'École des Ponts ParisTech di Parigi. In questo periodo, è diventato membro dell'Opus Dei come studente laico. Dopo aver deciso di seguire la sua vocazione sacerdotale, si è trasferito a Roma. Lì ha completato la sua formazione ecclesiastica in teologia nel 1987 presso la Pontificia Università della Santa Croce. È stato ordinato presbitero per la prelatura dell'Opus Dei in data 20 agosto 1988, all'età di ventotto anni, per mano del cardinale Bernard Francis Law, arcivescovo metropolita di Boston.
Poco dopo, si è recato a Madrid, dove è stato cappellano della scuola Aldeafuente, e vi è rimasto fino all'anno successivo. È stato poi nominato cappellano del Centre Culturel Gemelles nella capitale francese, ruolo svolto fino al 1993. Allo stesso tempo, dal 1992 al 1995, è stato animatore pastorale di varie residenze studentesche a Parigi collaborando presso alcune parrocchie, e dal 1989 al 1995 ha insegnato filosofia. Successivamente, si è stabilito in Estonia, dove ha svolto il ruolo di vicario generale dell'Amministrazione apostolica di Estonia dopo il pensionamento dell'anziano padre Guy Barbier. Tra il 1999 e il 2001, è stato parroco della Cattedrale dei Santi Pietro e Paolo di Tallinn, e dal 1997 è stato nominato rappresentante presso il Consiglio delle Chiese d'Estonia, di cui è vicepresidente dal 2004.

### Ministero episcopale
Il 1º aprile 2005 papa Giovanni Paolo II, un giorno prima della propria morte, lo ha nominato vescovo titolare di Pertusa e contemporaneamente amministratore apostolico di Estonia. Ha ricevuto la consacrazione episcopale il 10 settembre successivo, nella cattedrale dei Santi Pietro e Paolo a Tallinn, per mano dell'arcivescovo Peter Zurbriggen, nunzio apostolico in Estonia, Lettonia e Lituania e suo predecessore, assistito da Tadeusz Kondrusiewicz, arcivescovo metropolita della Madre di Dio a Mosca, e dal vescovo Javier Echevarría Rodríguez, prelato dell'Opus Dei. Nella stessa cerimonia, monsignor Jourdan ha anche preso possesso della sua sede. Ha scelto come suo motto episcopale Omnes cum Petro ad Jesum per Mariam, che tradotto vuol dire "Tutti con Pietro a Gesù per Maria".
La sua ordinazione episcopale, dopo quella del monsignore gesuita Eduard Profittlich, avvenuta il 27 dicembre 1936, è la seconda avvenuta in Estonia dopo la Riforma e la prima dopo la Seconda guerra mondiale. Dal momento che la cattedrale era troppo piccola per ospitare tutti i partecipanti, è stato concesso anche l'uso della chiesa battista di Sant'Olav. La situazione della Chiesa cattolica in Estonia è stata molto difficile nel corso del XX secolo: dal 22 febbraio 1942, giorno del martirio di monsignor Profittlich, fino al 15 aprile 1992, la sede dell'amministrazione è rimasta vacante e le relazioni diplomatiche sono state interrotte. Successivamente la nunziatura è stata ripristinata e la sede è stata assegnata ai nunzi apostolici fino alla nomina di Jourdan.
Il 26 settembre 2024, contestualmente all'elevazione dell'amministrazione apostolica d'Estonia al rango di diocesi, è diventato il primo vescovo di Tallinn. Il 3 novembre successivo ha preso possesso della nuova diocesi.
Il vescovo Jourdan è un grande poliglotta, infatti oltre che al francese, sua lingua d'origine, sa parlare correttamente l'estone, il russo, l'inglese, l'italiano, lo spagnolo e il tedesco. Ha anche completato un dottorato in filosofia analitica.

## Genealogia episcopale
La genealogia episcopale è:
- Cardinale Scipione Rebiba
- Cardinale Giulio Antonio Santori
- Cardinale Girolamo Bernerio, O.P.
- Arcivescovo Galeazzo Sanvitale
- Cardinale Ludovico Ludovisi
- Cardinale Luigi Caetani
- Cardinale Ulderico Carpegna
- Cardinale Paluzzo Paluzzi Altieri degli Albertoni
- Papa Benedetto XIII
- Papa Benedetto XIV
- Papa Clemente XIII
- Cardinale Enrico Benedetto Stuart
- Papa Leone XII
- Cardinale Chiarissimo Falconieri Mellini
- Cardinale Camillo Di Pietro
- Cardinale Mieczysław Halka Ledóchowski
- Cardinale Jan Maurycy Paweł Puzyna de Kosielsko
- Arcivescovo Józef Bilczewski
- Arcivescovo Bolesław Twardowski
- Arcivescovo Eugeniusz Baziak
- Papa Giovanni Paolo II
- Arcivescovo Peter Zurbriggen
- Vescovo Philippe Jean-Charles Jourdan